# نظام دادگستری انگلستان و ولز
سطوح مختلفی از نظام دادگستری در انگلستان و ولز (به انگلیسی: Judiciary in England and Wales) وجود دارد—انواع مختلف دادگاه‌ها قاضی‌های متفاوتی دارند. آنان همچنین یک سلسله‌مراتب دقیق از اهمیت را تشکیل می‌دهند، سازگار با ترتیب دادگاه‌هایی که در آن‌ها حضور دارند، به طوری که قضات دادگاه تجدیدنظر نسبت به قضات ناحیه‌ای که در دادگاه‌های شهرستان و دادگاه‌های صلح حضور دارند، وزن بیشتری دارند. در ۱ آوریل ۲۰۲۰، ۳۱۷۴ قاضی در انگلستان و ولز مشغول به کار بودند. برخی از قضات با صلاحیت قضایی در سراسر بریتانیا نیز در انگلستان و ولز حضور دارند، به ویژه قضات دیوان عالی بریتانیا و اعضای دیوان‌ها. اگرچه درخواست‌های پرشماری از سوی دانشگاهیان و سیاستمداران ولز برای نظام حقوقی ولز صورت گرفته است. برپایهٔ حقوق نوشته، استقلال قضایی مستمر برای قضات تضمین شده است.